# Сітора Фармонова
Сітора Фарманова (20 серпня 1984) — узбецька акторка та співачка. Закінчила Державний інститут мистецтв Узбекистану.

## Вибіркова фільмографія
- 2006: Третє бажання
- 2010: Дорогі друзі